# Vetores de pólen
Diz-se do ato de animais, geralmente insetos, transportarem o pólen de espécies vegetais onde este adere-se às estruturas corporais no momento em que os animais utilizam as flores para alimentação (néctar e pólen), abrigo, ou local de acasalamento, podendo resultar na polinização de certas espécies. Por exemplo, algumas espécies de vespas contribuem para a polinização de muitas espécies de plantas, tanto potencialmente como efetivamente, sendo comprovadamente vetores de pólen.